# Molex
Molex is een bedrijf dat elektronische (inter)connectoren verkoopt. Molex levert producten aan verschillende sectoren, waaronder de telecom, de informatica, de auto-industrie, de geneeskunde en het leger.

## Geschiedenis
Het bedrijf begon met het maken van bloempotten uit een industrieel bijproduct van plastic, Molex, dat tijdens de Tweede Wereldoorlog populair werd door rubbertekorten. Later maakten ze connectoren voor General Electric en enkele andere fabrikanten van apparatuur uit hetzelfde plastic. Deze connectoren waren al snel winstgevender dan bloempotten, waardoor Molex in 1960 een productlijn van nylon plugs en houders hiervoor introduceerde.
Molex nam in 2006 Woodhead Industries over, de grootste overname in de geschiedenis van Molex.
In maart 2005 werd er een class-action-rechtszaak aangespannen tegen Molex en een aantal van haar functionarissen en directeuren voor kunstmatig opblazen van de marktprijs door valse en misleidende verklaringen af te leggen. In 2007 werd er een schikking van 10,5 miljoen dollar met bijkomende rente getroffen.
In september 2013 werd Molex overgenomen door de investeringsgroep Koch Industries voor ongeveer 7 miljard dollar (5,5 miljard euro). Koch liet weten dat Molex de bedrijfsnaam behoudt en het hoofdkantoor gevestigd blijft in Lisle, Illinois (VS). Het opereert als dochterbedrijf van Koch.

## Producten
- De Molex-connector, een voedingsconnector voor computers